# Decydujący front
Decydujący front (ros. Великая Отечественная, ang. The Unknown War) – radziecko-amerykański serial dokumentalny z 1978 roku poświęcony historii wielkiej wojny ojczyźnianej. Serial składa się z 20 odcinków po ok. 50 min. każdy. Wyprodukowany został głównie z przeznaczeniem dla odbiorcy amerykańskiego, który o udziale ZSRR w II wojnie światowej niewiele wiedział.
Treść serialu stanowi wykładnię oficjalnej historii wojny i roli jaką w niej odegrało ZSRR z punktu widzenia propagandy radzieckiej (nie ma w nim słowa np. o pakcie Ribbentrop-Mołotow, który umożliwił Hitlerowi rozpoczęcie wojny).
Radzieccy twórcy filmu otrzymali Nagrodę Leninowską. W serialu wystąpił popularny amerykański aktor Burt Lancaster jako wprowadzający w temat każdego odcinka i lektor angielskojęzycznej wersji. Serial był emitowany w Polsce (w wersji anglojęzycznej z tłumaczeniem), po raz pierwszy w okresie styczeń-kwiecień 1980 roku w niedzielne popołudnia.

## Tytuły odcinków
1. 22 czerwca 1941
2. Bitwa o Moskwę
3. Blokada Leningradu
4. Partyzanci. Wojna na tyłach wroga
5. Na wschód
6. Wojna w Arktyce
7. Obrona Sewastopola
8. Zwycięstwo pod Stalingradem
9. Bitwa o Kaukaz
10. Największa bitwa pancerna
11. Wojna w powietrzu
12. Wojna na morzu
13. Wyzwolenie Ukrainy
14. Wyzwolenie Białorusi
15. Od Bałkanów do Wiednia
16. Wyzwolenie Polski
17. Sojusznicy
18. Bitwa o Berlin
19. Ostatnia bitwa wojny
20. Nieznany żołnierz